# Marole Tchamba
Marole Tchamba est une chanteuse et auteure compositrice camerounaise originaire de Bangoulap, dans la Région de l'Ouest. Elle est connue comme l'une principale artiste féminine à avoir populariser le rythme Bendskin. Marole Tchamba compte au total 7 albums dont le premier Any man for down est sorti en 2013. Son dernier album en date, Béatitude est sorti en 2017. Marole Tchamba a reçu de nombreux prix et distinctions notamment celui de l'artiste féminine de l'année aux Canal 2'Or 2011.

## Biographie

### Enfance et débuts
Née à Nkongsamba dans la région du Littoral  du Cameroun, Marole Tchamba est la benjamine d'une famille de 5 enfants. Son père est originaire de du village Bangoulap et sa mère de Bazou. Son père décède alors qu'elle est âgée de 18 mois. Elle passe son enfance à Bafoussam, puis à Douala. Au cours de ses études secondaires au Collège St Michel à Douala, elle intègre le club de musique et fait ses débuts sur la scène à travers les concerts scolaires. C'est au cours d'un de ces concerts qu'elle est découverte par Isidore Modji du studio Kamora qui deviendra son premier producteur. 

### Carrière
Marole Tchamba commence sa carrière professionnelle en tant que chanteuse en 1993 avec son premier album intitulé Any man for down avec le groupe Bendskin La joie. Elle fait sa première apparition majeure en télévision dans la célèbre émission TamTam Weekend sur la CRTV le 22 mars 1993. La même année, elle sort Bend-Skin for down son second album suivi en 1995 d'un troisième album intitulé Bat-goup qui signifie Louange. 
En novembre 2002, sept ans après la sortie de son troisième album, Marole Tchamba revient sur la scène musicale avec l'album You lac nyam , son quatrième qui connait un énorme succès. L'album est produit par le label Preya Music du célèbre artiste camerounais Ndedi Eyango. Elle crée son label appelé MTF Productions en 2007 sous lequel elle produit les albums Etincelle (2008), Précieuse (2011) et 7ème A Béatitude (2014).
Son 5e album étincelle qui permet de remporter en 2008, le prix de la Meilleure artiste ou groupe d’expression traditionnelle aux Canal 2'or. En 2011, elle remporte la distinction d'artiste féminin de l'année avec l'album Précieuse,.
En 2014, Marole Tchamba sort son septième album intitulé 7e A Béatitude, un album de six titres. L'album connait un certain succès notamment grâce aux titres Sacré Cameroun et lui permet d'obtenir une nomination au All Africa Music Awards (AFRIMA) au Nigéria, dans la catégorie Meilleure artiste féminine d'Afrique centrale.  La même année elle remporte le prix d'Artiste régional du Grand Ouest aux Balafon Music Awards.
En 2015, elle est nommée aux Canal 2'Or dans deux catégories; Artiste ou groupe de musique folklorique et Artiste féminin.
Marole Tchamba est généralement surnommée la Reine du Bend Skin, puis à partir de 2011, elle préfère le surnom la Diva du Bendskin.
Elle s'installe aux États-Unis et disparait de la scène musicale pendant plusieurs années. En 2022, elle signe son retour avec un nouveau single intitulé Laisse Moi t'aimer sorti en décembre 2021.

## Discographie

### Albums
- 1993: Any man for down
- 1993: Bend- skin for down
- 1995: Bat-goup
- 2002: You lac nyam
- 2008: Etincelle
- 2011: Précieuse
- 2014: 7e A Béatitude
- 2022: Je suis là

### Single
- 2021: Laisse Moi t'aimer

## Prix et récompenses

### Canal 2'Or
| Année | Travail proposé | Catégorie                                               | Résultat    |
| ----- | --------------- | ------------------------------------------------------- | ----------- |
| 2008  | Marole Tchamba  | Meilleure artiste ou groupe d’expression traditionnelle | Récompensée |
| 2011  | Marole Tchamba  | Meilleure artiste Féminine                              | Récompensée |
| 2015  | Marole Tchamba  | Artiste féminine                                        | Nomination  |
| 2015  | Marole Tchamba  | Artiste ou groupe de musique folklorique                | Nomination  |

### Balafon Music Awards
| Année | Travail proposé | Catégorie                                               | Résultat    |
| ----- | --------------- | ------------------------------------------------------- | ----------- |
| 2014  | Marole Tchamba  | Meilleure artiste ou groupe d’expression traditionnelle | Récompensée |

### All Africa Music Awards (AFRIMA)
| Année | Travail proposé | Catégorie                                     | Résultat   |
| ----- | --------------- | --------------------------------------------- | ---------- |
| 2014  | Marole Tchamba  | Meilleure artiste féminine d'Afrique centrale | Nomination |